# 秀明自然農法
秀明自然農法（しゅうめいしぜんのうほう）とは、世界救世教の創始者岡田茂吉が提唱した自然農法思想に基づく農法で、1992年に神慈秀明会の会主が信者に呼びかけたことから始まった。

無化学肥料・無農薬栽培以外の特徴としては、自家採種や連作などがある。また、消費者教育として食育に力をいれ、遺伝子組換え作物にも反対し、生物多様性と環境保全も目指している。